# 张艺曼
张艺曼（1997年1月15日—），湖南衡阳人，中国女子羽毛球运动员。大学毕业于南昌大学。

## 生平
张艺曼出生於湖南衡阳，七歲開始接觸羽毛球。2010年，张艺曼獲得湖南省运动会青少年羽毛球比赛女子单打亚军，其後雖未能加入湖南省羽毛球隊，但受邀加入江西省羽毛球隊。2014年12月加入八一隊，隔年1月進入中國國家羽毛球隊訓練。
2016年12月，张艺曼出戰澳門羽毛球黃金大獎賽，她在女子單打八強賽以2比0（21-12、21-17）力克頭號種子、印度的塞娜·内维尔，但其後便在準決賽以0比2（16-21、12-21）不敵隊友陈雨菲出局。
2021年12月，張藝曼原本未獲世界羽球錦標賽參賽資格，後在隊友陳雨菲受傷退賽下遞補並一路過關斬將，在八強賽以2-1（13-21、21-13、21-15）爆冷擊敗大會七號種子、泰國的拉差诺·因达农，最後在準決賽以0-2（19-21、19-21）負於大會第二種子日本山口茜，但已成為本屆女單最大黑馬，生涯第一次參加世錦賽就奪得銅牌。
2023年1月，张艺曼在泰國羽毛球大師賽战胜队友韩悦，职业生涯获得首个超级300赛冠军。
2024年12月18日，张艺曼在个人社交媒体上宣布退出国家队。

## 主要比賽成績
只列出曾進入準決賽的國際賽事成績：
| 年份   | 賽事                         | 公開賽級別 | 項目     | 成績   |
| ------ | ---------------------------- | ---------- | -------- | ------ |
| 2016年 | 澳門羽毛球黃金大獎賽         | 黃金大獎賽 | 女子單打 | 準決賽 |
| 2017年 | 澳門羽毛球黃金大獎賽         | 黃金大獎賽 | 女子單打 | 準決賽 |
| 2018年 | 紐西蘭羽毛球公開賽           | 超級300賽  | 女子單打 | 亞軍   |
| 2019年 | 中國陵水羽毛球大師賽         | 超級100賽  | 女子單打 | 亞軍   |
| 2019年 | 白俄羅斯羽毛球國際賽         | 國際系列賽 | 女子單打 | 亞軍   |
| 2019年 | 越南羽毛球公開賽             | 超級100賽  | 女子單打 | 冠軍   |
| 2019年 | 荷兰羽毛球公开赛             | 超級100賽  | 女子單打 | 準決賽 |
| 2021年 | 世界羽毛球錦標賽             | 其他       | 女子單打 | 季軍   |
| 2022年 | 德國羽毛球公開賽             | 超級300賽  | 女子單打 | 準決賽 |
| 2022年 | 優霸盃                       | 其他       | 女子團體 | 亞軍   |
| 2022年 | 海洛羽球公開賽               | 超級300賽  | 女子單打 | 亞軍   |
| 2023年 | 泰國羽毛球大師賽             | 超級300賽  | 女子單打 | 冠軍   |
| 2023年 | 夏季世界大學運動會羽毛球比賽 | 其他       | 混合團體 | 銀牌   |
| 2023年 | 夏季世界大學運動會羽毛球比賽 | 其他       | 女子單打 | 銅牌   |
| 2023年 | 香港羽毛球公開賽             | 超級500賽  | 女子單打 | 亞軍   |
| 2024年 | 馬來西亞羽毛球公開賽         | 超級1000賽 | 女子單打 | 準決賽 |
| 2024年 | 馬來西亞羽毛球大師賽         | 超級500賽  | 女子單打 | 準決賽 |
| 2025年 | 中國瑞昌羽毛球大師賽         | 超級100賽  | 女子單打 | 冠軍   |

| 2007-2017年 | 首要超級賽 | 超級賽 | 黃金大獎賽 | 大獎賽 | 國際挑戰賽 | 國際系列賽 | 未來系列賽 | 其他 |

| 2018-2026年 | 總決賽 | 超級1000賽 | 超級750賽 | 超級500賽 | 超級300賽 | 超級100賽 | 國際挑戰賽 | 國際系列賽 | 未來系列賽 | 其他 |

### 奧運會和世錦賽參賽紀錄
|          | 2021 |
| -------- | ---- |
| 女子單打 | 季軍 |